# Divizia A (1995/1996)
Divizia A (1995/1996) – 78. sezon najwyższej klasy rozgrywkowej piłki nożnej w Rumunii. W rozgrywkach brało udział 18 zespołów, grając systemem kołowym w 2 rundach. Tytuł obroniła drużyna Steaua Bukareszt. Tytuł króla strzelców zdobył Ion Vlădoiu, który w barwach klubu Steaua Bukareszt strzelił 25 goli.

## Tabela końcowa
| Lp. | Drużyna                      | M  | Z  | R | P  | Bramki | Bramki | Różn. | Pkt | Uwagi                                              | Bezpośrednio                                     |
| --- | ---------------------------- | -- | -- | - | -- | ------ | ------ | ----- | --- | -------------------------------------------------- | ------------------------------------------------ |
| 1   | Steaua Bukareszt (M)         | 34 | 21 | 8 | 5  | 79     | 30     | +49   | 71  | Liga Mistrzów UEFA • Runda kwalifikacyjna          |                                                  |
| 2   | Național Bukareszt           | 34 | 18 | 6 | 10 | 60     | 44     | +16   | 60  | Puchar UEFA • Runda kwalifikacyjna                 |                                                  |
| 3   | Rapid Bukareszt              | 34 | 18 | 5 | 11 | 59     | 33     | +26   | 59  | Puchar UEFA • Runda kwalifikacyjna                 |                                                  |
| 4   | CS Universitatea Craiova     | 34 | 17 | 6 | 11 | 45     | 30     | +15   | 57  | Puchar Intertoto • Faza grupowa                    |                                                  |
| 5   | Dinamo Bukareszt             | 34 | 15 | 7 | 12 | 40     | 37     | +3    | 52  | Puchar Intertoto • Faza grupowa                    |                                                  |
| 6   | Petrolul Ploeszti            | 34 | 16 | 3 | 15 | 44     | 38     | +6    | 51  |                                                    |                                                  |
| 7   | Politehnica Timișoara        | 34 | 14 | 7 | 13 | 58     | 47     | +11   | 49  | TIM 3-1 FAR FAR 1-4 TIM                            |                                                  |
| 8   | Farul Konstanca              | 34 | 15 | 4 | 15 | 56     | 49     | +7    | 49  | TIM 3-1 FAR FAR 1-4 TIM                            |                                                  |
| 9   | Universitatea Kluż-Napoka    | 34 | 14 | 6 | 14 | 41     | 40     | +1    | 48  |                                                    |                                                  |
| 10  | FC Brașov                    | 34 | 13 | 7 | 14 | 38     | 60     | −22   | 46  |                                                    |                                                  |
| 11  | AS Bacău                     | 34 | 15 | 0 | 19 | 40     | 58     | −18   | 45  | G 2-0 O; O 1-0 G O 3-1 B; B 3-0 O G 2-0 B; B 3-1 G |                                                  |
| 12  | Gloria Bystrzyca             | 34 | 14 | 3 | 17 | 41     | 38     | +3    | 45  | G 2-0 O; O 1-0 G O 3-1 B; B 3-0 O G 2-0 B; B 3-1 G | Puchar Zdobywców Pucharów • Runda kwalifikacyjna |
| 13  | Oțelul Gałacz                | 34 | 14 | 3 | 17 | 42     | 46     | −4    | 45  | G 2-0 O; O 1-0 G O 3-1 B; B 3-0 O G 2-0 B; B 3-1 G |                                                  |
| 14  | Sportul Studențesc Bukareszt | 34 | 12 | 7 | 15 | 33     | 35     | −2    | 43  | SPO 1-0 CEA CEA 1-0 SPO                            |                                                  |
| 15  | Ceahlăul                     | 34 | 13 | 4 | 17 | 34     | 46     | −12   | 43  | SPO 1-0 CEA CEA 1-0 SPO                            |                                                  |
| 16  | Argeș Pitești                | 34 | 12 | 6 | 16 | 39     | 52     | −13   | 42  |                                                    |                                                  |
| 17  | Inter Sybin (S)              | 34 | 10 | 7 | 17 | 29     | 48     | −19   | 37  | Spadek do                                          |                                                  |
| 18  | Politehnica Jassy (S)        | 34 | 9  | 3 | 22 | 27     | 74     | −47   | 30  | Spadek do                                          |                                                  |